# Franco Bolognese
Franco Bolognese zou een Italiaanse miniaturist geweest zijn, waarover via documentaire bronnen zo goed als niets bekend is. Hij zou actief geweest zijn in Bologna op het einde van de 13e eeuw en in het begin van de 14e. Men heeft geen enkel werk met zekerheid aan hem kunnen toewijzen.

## In de Divina commedia
Franco Bolognese is in de eerste plaats bekend uit het werk van Dante, de Divina Commedia, waar hij in het Purgatorio, XI, 79-142 genoemd wordt in de klacht van Oderisi da Gubbio over de vergankelijkheid van wereldse roem.
«Oh!», diss’ io lui, «non se’ tu Oderisi,
l’onor d’Agobbio e l’onor di quell’ arte
ch’alluminar chiamata è in Parisi?».
«Frate», diss’ elli, «più ridon le carte
che pennelleggia Franco Bolognese;
l’onore è tutto or suo, e mio in parte.
Oh, zei ik hem, zijt gij niet Oderisi,
de eer van Agobbio en van d’edele kunst
die in Parijs,verluchten wordt geheten?
Broeder, zei hij, meer schitteren de bladen,
beschilderd door Franco van Bologna.
Hem is de eer, mij slechts een deeltje.

## Biografie

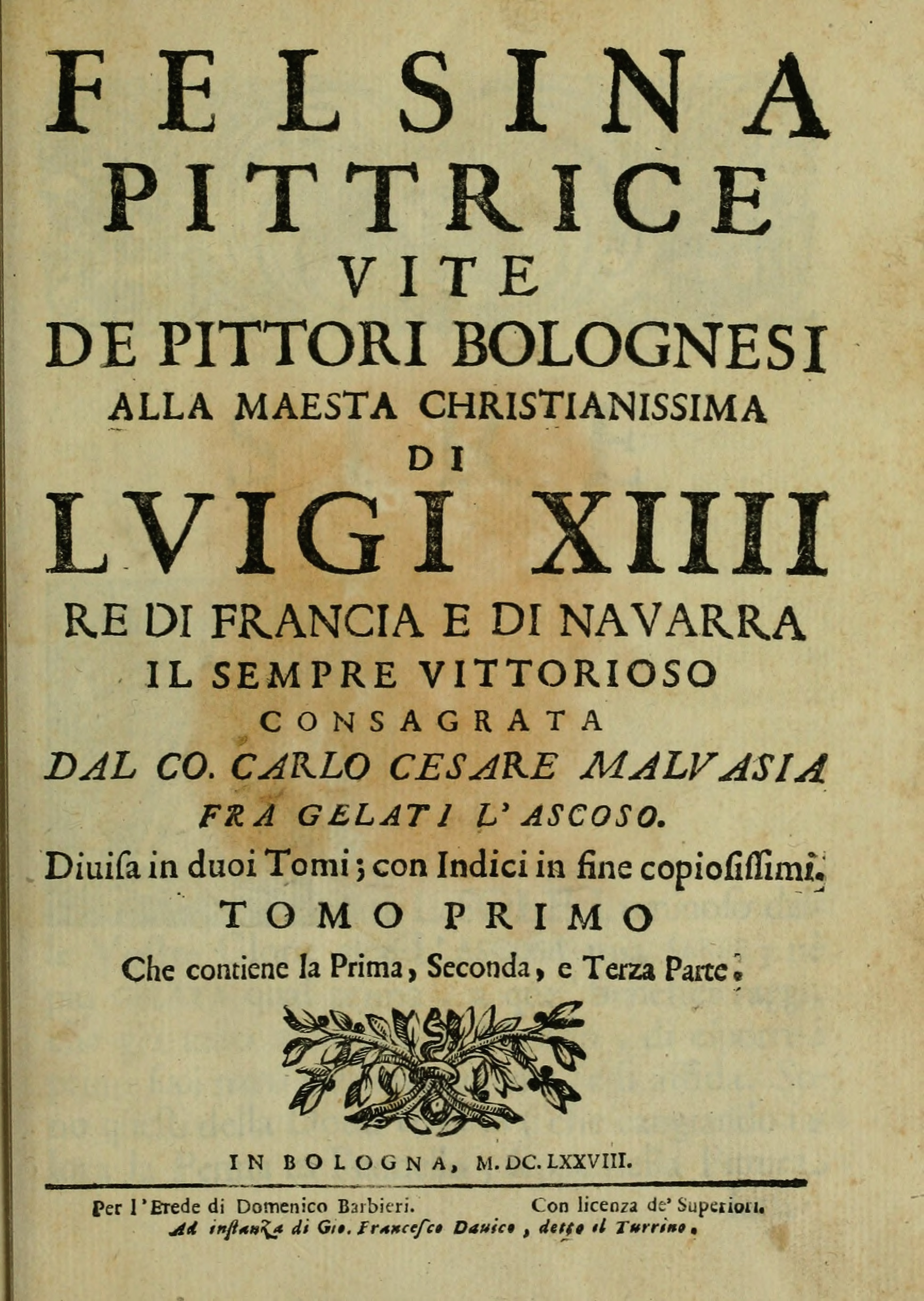
Felsina Pittrice, titelblad

Over zijn leven is weinig geweten. Sinds Dante heeft alle onderzoek naar deze schilder geen enkele documentaire bron en geen enkel met zekerheid toe te wijzen werk opgeleverd. Giorgio Vasari vernoemde Franco Bolognese in zijn Vite, zich steunend op de verzen van Dante. Hij voegde eraan toe dat Franco samen met Oderisi door Paus Bonifatius VIII naar Rome werd geroepen om handschriften voor hem te verluchten. Maar dit schijnt te berusten op fantasie van Vasari, volgens Raimond van Marle, is alleszins Oderisi waarschijnlijk nooit naar Rome geweest om er te gaan werken voor de paus, en van een verblijf van Franco zijn ook geen materiële bewijzen te vinden.
Het verhaal over Franco Bolognese is vooral te wijten aan Carlo Cesare Malvasia (1616–1693) die in zijn Felsina pittrice (het leven van de Bolognese schilders), Franco aan het hoofd zette van de vernieuwingsbeweging in de Bolognese schilderkunst en van een schilderschool die toen heel beroemd was. Niettemin vermeldde Malvasia ook al dat hij geen informatie had gevonden in de archieven.

## Werken
Er zijn in de loop der tijden verschillende werken aan Franco Bolognese toegeschreven. De zoektocht naar werken genereerde behoorlijk wat literatuur over deze (fictieve) meester vanaf de zeventiende tot in de twintigste eeuw. De basis voor al dat onderzoek bleef heel die tijd de vernoeming van de schilder door Dante.
- Union List of Artist Names: 500017218
- Virtual International Authority File: 95786832